# Pallanuoto ai campionati mondiali di nuoto 1986 - Torneo femminile
Il campionato mondiale di pallanuoto femminile è stato inserito dalla FINA per la prima volta all'interno del programma della quinta edizione dei campionati mondiali di nuoto, tenutasi a Madrid.
A questa prima edizione hanno preso parte nove nazionali. Il torneo si è svolto in due fasi a gironi.

Il primo titolo mondiale della storia è stato vinto dall'Australia.

## Squadre partecipanti
GRUPPO A
- Canada
- Norvegia
- Stati Uniti
- Ungheria

GRUPPO B
- Australia
- Belgio
- Germania Ovest
- Gran Bretagna
- Paesi Bassi

## Fase preliminare

### Gruppo A
|    | Squadra     | Pt | G | V | P | S | GF | GS | Diff |
| -- | ----------- | -- | - | - | - | - | -- | -- | ---- |
| 1. | Stati Uniti | 5  | 3 | 2 | 1 | 0 | 32 | 18 | +14  |
| 2. | Canada      | 5  | 3 | 2 | 1 | 0 | 27 | 17 | +10  |
| 3. | Ungheria    | 2  | 3 | 1 | 0 | 2 | 24 | 30 | –6   |
| 4. | Norvegia    | 0  | 3 | 0 | 0 | 3 | 19 | 37 | –18  |

### Gruppo B
|    | Squadra        | Pt | G | V | P | S | GF | GS | Diff |
| -- | -------------- | -- | - | - | - | - | -- | -- | ---- |
| 1. | Australia      | 8  | 4 | 4 | 0 | 0 | 53 | 19 | +34  |
| 2. | Paesi Bassi    | 6  | 4 | 3 | 0 | 1 | 56 | 19 | +37  |
| 3. | Germania Ovest | 4  | 4 | 2 | 0 | 2 | 30 | 47 | –17  |
| 4. | Belgio         | 2  | 4 | 1 | 0 | 3 | 25 | 54 | –29  |
| 5. | Gran Bretagna  | 0  | 4 | 0 | 0 | 4 | 23 | 48 | –25  |

## Fase Finale

### Gruppo C (1º-6º posto)
|    | Squadra        | Pt | G | V | P | S | GF | GS | Diff |
| -- | -------------- | -- | - | - | - | - | -- | -- | ---- |
| 1. | Australia      | 10 | 5 | 5 | 0 | 0 | 54 | 30 | +24  |
| 2. | Paesi Bassi    | 8  | 5 | 4 | 0 | 1 | 55 | 30 | +25  |
| 3. | Stati Uniti    | 5  | 5 | 2 | 1 | 2 | 45 | 34 | +11  |
| 4. | Canada         | 5  | 5 | 2 | 1 | 2 | 38 | 35 | +3   |
| 5. | Ungheria       | 2  | 5 | 1 | 0 | 4 | 37 | 52 | –15  |
| 6. | Germania Ovest | 0  | 5 | 0 | 0 | 5 | 23 | 71 | –48  |

### Gruppo D (7º-9º posto)
|    | Squadra       | Pt | G | V | P | S | GF | GS | Diff |
| -- | ------------- | -- | - | - | - | - | -- | -- | ---- |
| 7. | Norvegia      | 4  | 2 | 2 | 0 | 0 | 21 | 17 | +4   |
| 8. | Belgio        | 2  | 2 | 1 | 0 | 1 | 20 | 19 | +1   |
| 9. | Gran Bretagna | 0  | 2 | 0 | 0 | 2 | 17 | 22 | –5   |

## Classifica Finale
| Pos.    | Squadra        |
| ------- | -------------- |
| Oro     | Australia      |
| Argento | Paesi Bassi    |
| Bronzo  | Stati Uniti    |
| 4       | Canada         |
| 5       | Ungheria       |
| 6       | Germania Ovest |
| 7       | Belgio         |
| 8       | Norvegia       |
| 9       | Gran Bretagna  |